# 1824年美国总统选举密苏里州选情
在1824年美国总统选举中，亨利·克莱赢得了密苏里州的三张选举人票。不过在随后的权变选举中，来自密苏里州的联邦众议员将选票投给了此次选举的最终获胜者约翰·昆西·亚当斯。当时参加此次总统选举的候选人主要有5位，他们分别是亨利·克莱、约翰·昆西·亚当斯、安德鲁·杰克逊、威廉·H·克劳福德以及约翰·C·卡尔霍恩，不过卡尔霍恩最终退出了总统选举转而参选副总统。此次在密苏里州举行的总统选举中，克莱得票最多，克劳福德得票甚少。杰克逊在乡村地区获得了大量的支持，而亚当斯的支持者多分布于城市地带，尤其是圣路易斯。克莱在密苏里州进行的总统选举中得票率排名第一，杰克逊的得票率位列第二，而亚当斯的得票率位列第三，克劳福德的得票率位列第四。
由于在全国范围内无人赢得过半数选举人票，因此得票数排名前三的候选人需要在国会众议院进行权变选举。此时密苏里州获胜者克莱所得的选举人票数位列第四，导致其没有资格参加后续的选举。当时密苏里州仅有约翰·斯科特这一位联邦众议员，他将代表整个州在权变选举中做出选择。虽然亚当斯获得了克莱德背书，但由于他在密苏里州的得票率远小于杰克逊，这令斯科特很是为难。而在密苏里州的两位联邦参议员中，大卫·巴顿曾建议斯科特支持亚当斯，而托马斯·哈特·本顿则支持杰克逊。
斯科特最终决定支持总统选举的最终获胜者亚当斯，而由于克莱的背书促成了亚当斯的胜利，因此亚当斯在就任总统后提名克莱出任国务卿。对此在最初选举中获得选举人票最多的杰克逊非常不满，称此次选举为“腐败的交易”。而斯科特的决定亦招致了密苏里州民众的不满，致使他在两年后的1826年国会选举中未能连任。在1828年总统选举中，杰克逊卷土重来击败了亚当斯。

## 背景
在1810年代末期至1820年代初期，全美的政治环境处在“感覺良好的時代”。当时的美国两大政党——民主共和党与联邦党皆在1820年美国总统选举中支持詹姆斯·门罗。然而党派间的分歧依旧存在，其对抗主要体现在主流民主共和党人与非主流民主共和党人与联邦党人所组成的团体之间。参加1824年的总统选举的有四位主要候选人，他们分别是安德鲁·杰克逊、约翰·昆西·亚当斯、威廉·H·克劳福德以及亨利·克莱。此外约翰·C·卡尔霍恩亦曾是主要候选人之一，但后来决定退选并转而参选副总统。此五者皆自诩继承了托马斯·杰斐逊前总统的政治遗产。其中克劳福德获在得了党内精英的支持后决定以传统主义者的身份参选，而杰克逊则以民粹主义者的身份参选。克莱为保护性关税及内部改进的支持者，卡尔霍恩则自诩为同时代表美国南方和北方民众利益的最佳候选人。亚当斯政治经验丰富，但用历史学家唐纳德·拉特克利夫的话来说“是一个缺乏幽默感、固执、冷漠的贵族”。
密苏里州是1821年才加入联邦的新州，由于当时在联邦层面对是否扩大奴隶制存在争论，因此直到密苏里妥协后其蓄奴州的地位才获得联邦层面的承认。当时的密苏里州共有两大政治势力，其中一大势力是在新法兰西时期就已扎根于此的各大家族，而另一大势力是美国控制此地后迁居于此的民众。当时密苏里州的权力中心位于圣路易斯。其中新法兰西时期的各大家族及其拥趸被称为“小帮派”，而后来者所形成的势力则被称为“反帮派”。不过由于这两大势力缺乏政党组织且流动性很强，因此两者之间并不存在明确界限。
密苏里州在1824年时共有两位联邦参议员及一位联邦众议员，其中众议员为约翰·斯科特，参议员分别为托马斯·哈特·本顿和大卫·巴顿。一开始本顿与小帮派结盟，斯科特为小帮派的一员，而巴顿则不与其中任何一个组织直接结盟。不过到了1824年，本顿改变了其政治立场，并且由于他和巴顿在数个议题（如巴顿-雷克托决斗事件）上立场不同，两者已势同水火。在此次总统选举中，本顿、巴顿以及斯科特皆支持克莱，尽管先前本顿不完全支持克莱德的某些观点，并认为他应该和克劳福德互换总统与副总统候选人的身份。本顿相信通过支持克莱可以帮助他摆脱小帮派对政治过渡的影响，并希望借此阻止安德鲁·杰克逊在密苏里州取胜，因为他担心杰克逊若是取胜将会终结其政治生涯。

## 选举
克莱是密苏里州最受欢迎的候选人，他和密苏里州的很多定居者一样来自肯塔基州，并对城市和乡村居民皆具有吸引力。由于他来自当时的美国西部，因此吸引了农村居民，而城市选民则支持他的美国体系经济计划。杰克逊在乡村亦广受欢迎，历史学家佩里·麦坎德利斯称杰克逊“诉诸了选民不安的精神”。亚当斯与美国北部的联邦党人联系密切，因此他在密苏里州不是很受欢迎，尽管他在以圣路易斯为代表的城市地区有一定的支持者。克劳福德在密苏里州并未获得特别的支持，他的竞选活动因其中风而受到了影响。斯科特在此次竞选活动中表现并不积极，只是做了一些诸如发放传单的工作，而本顿则积极参与了此次竞选活动。根据历史学家艾伦·S·韦纳的看法，巴顿参加竞选活动的原因只是为了削弱本顿的影响。
当时官方的普选计票结果往往缺乏准确性。根据麦坎德利斯所引用的官方数据可知，克莱的得票数为2,042张，杰克逊的得票数为1,168张，亚当斯的得票数为186张，而克劳福德的得票数为37张，此外还有零星5票投给了其他候选人。而根据另一历史学家菲尔·兰皮所引用的非官方数据显示，克莱的得票数为2,042张，杰克逊的得票数为1,166张，亚当斯的得票数为191张，克劳福德的得票数为35张。对此韦纳则提供了各分区的数据。在布恩斯利克地区，克莱的得票数为1,111張，而杰克逊的得票数为610张。在临近圣路易斯的第二区，克莱的得票数为604张，杰克逊的得票数为239张，亚当斯的得票数为159张。而在密苏里州的东南部，克莱德得票数为327张，杰克逊的得票数为317张，亚当斯的得票数为32张。不过杰克逊的支持者达夫·格林认为，克莱在密苏里州的东南部通过选举官员实施了欺诈。
在全国范围内的总统选举中，杰克逊获得了99张选举人票，亚当斯获得了84票，克劳福德获得了41票，而克莱获得了37票。在副总统选举中，卡尔霍恩获得182张选举人票，而杰克逊、克莱、马丁·范布伦、内森·桑福德和纳撒尼尔·梅肯合计获得78张选举人票。密苏里州的3张选举人票皆支持克莱当选总统，杰克逊当选副总统。由于无人获得过半选举人票，因此得票数前三的候选人由国会众议院举行权变选举，这导致克莱被淘汰出局。密苏里州仅有的一位联邦众议员斯科特此时尚未做出决定， 不过由于克劳福德身体不佳且在密苏里州未获显著支持，因此斯科特首先将其排除在考虑范围之外。
斯科特曾承诺投票给密苏里州选民最喜爱的候选人，但究竟谁才是密苏里州选民最喜爱的候选人却是一个严峻的问题。赢得密苏里州的候选人克莱宣布支持亚当斯，但亚当斯在密苏里州的得票率却远逊于杰克逊，且杰克逊所获得的选举人票多于亚当斯。鉴于此，斯科特决定询问密苏里州议会。早在克莱被正式宣布淘汰之前，密苏里州参议院就曾提出过要求斯科特投票给杰克逊的决议，但最终遭到否决。等到晋级权变选举的三人名单推出后，州参议院还曾提出过指示斯科特投票给克劳福德的决议，但遭到一致否决。密苏里州众议院在提出亲杰克逊的决议后投票推迟任何最终决定，而亲亚当斯的决议仅获得45票中的两票。之后罗伯特·威廉·威尔斯议员提出了不对任何候选人进行官方背书的决议，但亦未能通过。议会对这些决议的表决说明其并未背书杰克逊，但同时亦未支持亚当斯或克劳福德。
而本顿和巴顿这两位联邦参议员也对斯科特提出了建议。本顿决定支持杰克逊，他希望借此与支持亚当斯的小帮派划清界限，并且他也认识到杰克逊在该州比亚当斯更受欢迎。这一举动导致本顿在密苏里州的政敌指责他口是心非，因为他之前曾支持克莱，在克莱被淘汰后转而支持克莱所讨厌的杰克逊。而巴顿则认为斯科特应该支持亚当斯，因为密苏里州所选出的克莱支持亚当斯。他的这一举动导致巴顿被许多密苏里州选民视为支持联邦主义且为北方利益张目。
到了隔年1月，克莱开始向斯科特施压，要求他投票给亚当斯。伊利诺伊州的联邦众议员丹尼尔·库克与斯科特就此事进行了讨论，并于1月20日知会斯科特，亚当斯会向密苏里州民众让渡部分利益，以换取斯科特的支持。斯科特于1月20日与亚当斯会面，要求以赞助的方式向密苏里州亲斯科特的出版商提供政府印刷合同，并询问亚当斯一旦当选总统，是否会将其兄弟（曾在决斗中致人死命）从阿肯色领地的司法机关撤职。在得到印刷合同以及不撤职的保证后，斯科特宣布自己将会投票给亚当斯。不过到了第二天斯科特就开始后悔，并希望与亚当斯再度会面以汲取更多的利益。
斯科特于2月5日告知本顿他将投票给亚当斯，3天后本顿对此做出了愤怒的回应。本顿写给斯科特的信件被公开发表，对此历史学家麦坎德利斯推测本顿此举是为了大众的利益，而非斯科特的一己私利。此外本顿还在信中威胁要和斯科特绝交。2月9日，卡尔霍恩宣布当选副总统，而总统的权变选举同时在国会众议院举行。在此次选举中，亚当斯赢得了13个州的国会众议院代表团支持并顺利当选，反观杰克逊仅赢得了7个州的国会众议院代表团的支持，而克劳福德仅赢得了4个。密苏里州仅有的联邦众议员斯科特最终将选票投给了亚当斯。由于克莱的支持对亚当斯当选起到了推波助澜的作用，因此亚当斯在就任总统后任命其为国务卿。鉴于此，杰克逊称这一举动为“腐败的交易”。

## 后续
尽管从表面上看，此次选举是斯科特和巴顿联手击败了本顿，且此后一段时间内密苏里州的联邦分肥都将惠及此二人，但他们的行为受到了媒体的广泛谴责。在1825年为填补因弗雷德里克·贝茨逝世造成的空缺所举行密苏里州州长特别选举中，本顿支持约翰·米勒，而巴顿和斯科特支持则大卫·托德。最终米勒赢得了选举，而托德在此次选举中仅位列第三，远逊于米勒。斯科特于1826年竞选连任，但由于其先前投票给亚当斯的行为遭到了选民的反对，致使其最终被爱德华·贝茨击败。自总统选举以来，公众对亚当斯的反对便与日俱增，而本顿则轻松实现了连任。
杰克逊于1825年再度获得了1828年总统选举的提名。为防止再度进入权变选举，国会众议院提出了多项提案以修改选举规则，但无一成功。1824年选举造成的政治潮流促进了辉格党的发展，而杰克逊和克劳福德的势力在1828年选举前实现了联合。随着1828年杰克逊轻松击败亚当斯，杰克逊民主以此为契机得到了长足发展。

## 选举结果
数据来源于麦坎德利斯1972年出版的著作。
| 1824年美国总统选举密苏里州选情 | 1824年美国总统选举密苏里州选情 | 1824年美国总统选举密苏里州选情 | 1824年美国总统选举密苏里州选情 | 1824年美国总统选举密苏里州选情 | 1824年美国总统选举密苏里州选情 |
| 党派                           | 党派                           | 候选人                         | 得票数                         | 得票率                         | 选举人票                       |
| ------------------------------ | ------------------------------ | ------------------------------ | ------------------------------ | ------------------------------ | ------------------------------ |
|                                | 民主共和黨                     | 亨利·克莱                      | 2,042                          | 59.39%                         | 3                              |
|                                | 民主共和黨                     | 安德鲁·杰克逊                  | 1,168                          | 33.97%                         | 0                              |
|                                | 民主共和黨                     | 约翰·昆西·亚当斯               | 186                            | 5.41%                          | 0                              |
|                                | 民主共和黨                     | 威廉·H·克劳福德                | 37                             | 1.08%                          | 0                              |
|                                | N/A                            | 其他                           | 5                              | 0.15%                          | 0                              |
| 总计                           | 总计                           | 总计                           | 3,438                          | 100.0%                         | 3                              |